# Daniel Guzmán
Daniel Guzmán Castañeda (* 31. Dezember 1965 in Guadalajara, Jalisco) ist ein mexikanischer Fußballtrainer und ehemaliger Fußballspieler auf der Position des Stürmers, der im Februar 2007 in die Ruhmeshalle des Bundesstaates Jalisco (Orig.: Salón de la Fama del estado de Jalisco) aufgenommen wurde.

## Biografie
Der auch unter dem Spitznamen el Travieso bekannte Guzmán begann seine Profikarriere 1986 in den Reihen der Leones Negros de la UdeG, für die er bis 1991 spielte. Nach Beendigung seiner aktiven Laufbahn 1999 in Diensten des CF Pachuca übte er das Amt des Trainers aus. In dieser Eigenschaft begann er seine Tätigkeit bei Atlético Cihuatlán in der drittklassigen Segunda División, bevor er zu seinem Ursprungsverein zurückkehrte und die neu formierte Mannschaft der Bachilleres UdeG in der zweitklassigen Primera División 'A' betreute. Seinen ersten Einsatz in der Primera División hatte er in der Saison 2002/03, als er den CD Guadalajara übernahm. Seit Sommer 2009 betreute er die Tigres de la UANL, bei denen er im März 2010 kurzfristig entlassen und nur zwei Tage später wieder eingestellt wurde.

## Ruhmeshalle von Jalisco
In Anerkennung seiner Verdienste um den Sport in Jalisco wurde Guzmán im Februar 2007 in den Salón de la Fama del estado de Jalisco aufgenommen. Es wird angenommen, dass diese Entscheidung (auch) durch die Tatsache herbeigeführt wurde, dass Guzmán im Laufe seiner Karriere als Spieler und Trainer für alle vier bedeutenden Vereine in Guadalajara tätig war: er spielte für die Leones Negros, Deportivo Guadalajara und Atlas Guadalajara und trainierte dieselben Vereine zuzüglich der Tecos (nähere Details in der Infobox).

## Erfolge

### Als Spieler
- Mexikanischer Meister: 1993 (mit Atlante)
- Mexikanischer Vizemeister: 1990 (mit UdeG), 1994 (mit Santos Laguna)

### Als Trainer
- Mexikanischer Meister: Clausura 2008 (mit Santos Laguna)
- Mexikanischer Vizemeister: Clausura 2005 (mit den Tecos de la UAG)